# Gotenba
Gotenba (jap. 御殿場市 Gotenba-shi; wym. Gotemba) – miasto w Japonii, w prefekturze Shizuoka (środkowa część wyspy Honsiu).

## Położenie
Gotenba leży we wschodniej części prefektury Shizuoka na południowo-wschodnim stoku góry Fudżi. Inne miasta położone u jej stóp to: Fuji, Fujinomiya, Mishima i Susono w prefekturze Shizuoka; Fujiyoshida w prefekturze Yamanashi; Hakone w prefekturze Kanagawa.

## Historia
Miasto zostało założone 11 lutego 1955 roku.
W latach 2006-2018 znajdował się tu największy na świecie ruchomy dzwon kościelny, produkcji holenderskiej ludwisarni Royal Eijsbouts. Od 2018 roku tytuł ten należy do dzwonu Vox Patris polskiej produkcji, odlanego dla sanktuarium Boga Ojca w Brazylii.

## Miasta partnerskie
- Stany Zjednoczone Chambersburg, Beaverton